# آدم چیوان
آدم چیوان (انگلیسی: Adem Čejvan; ۲ مارس ۱۹۲۷ – ۵ نوامبر ۱۹۸۹) بازیگر اهل بوسنی و هرزگوین بود.
از فیلم‌ها یا برنامه‌های تلویزیونی که وی در آن نقش داشته‌است می‌توان به دست‌بند اشاره کرد.